# Kunstmest

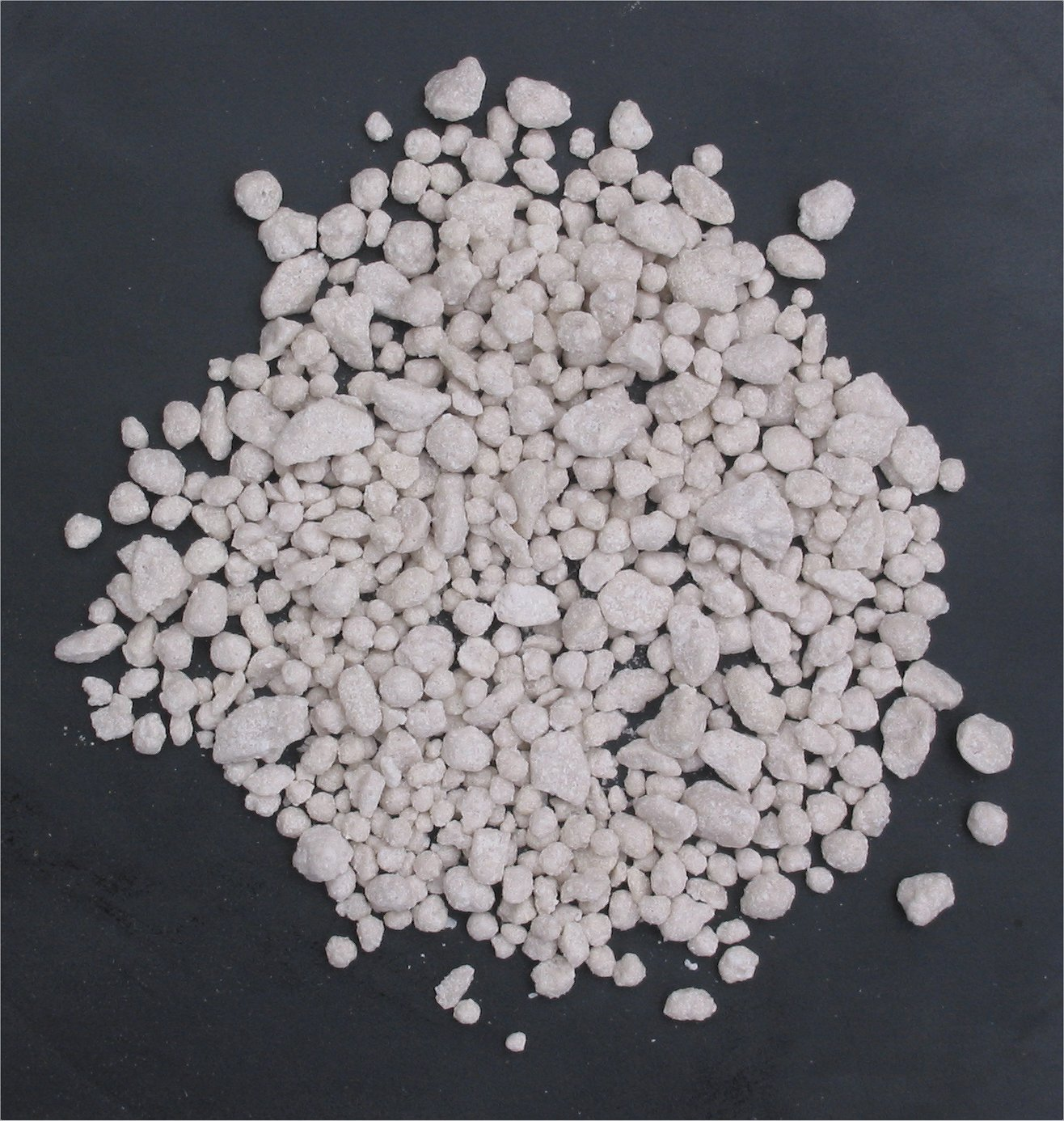
Patentkali

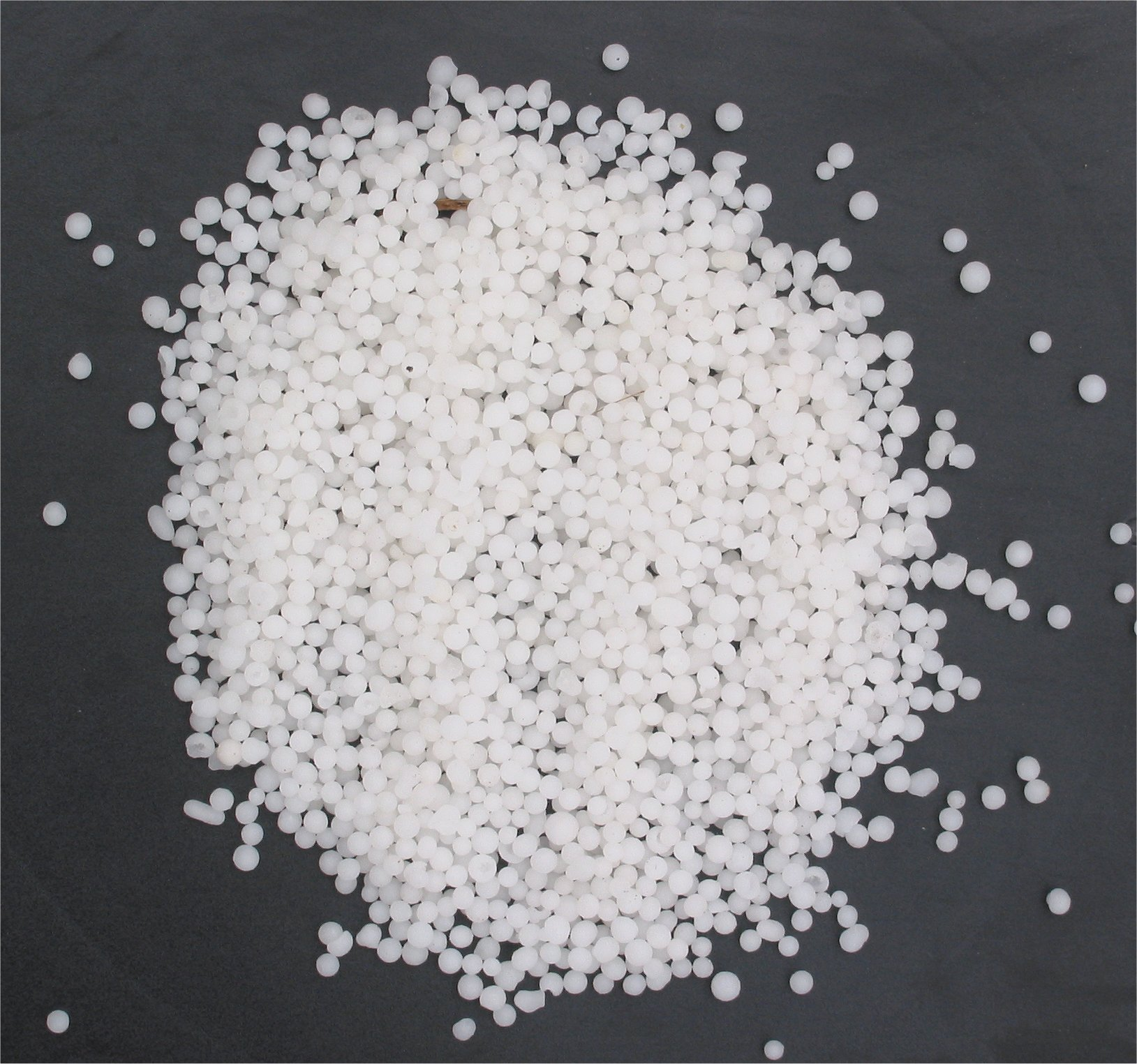
Chilisalpeter

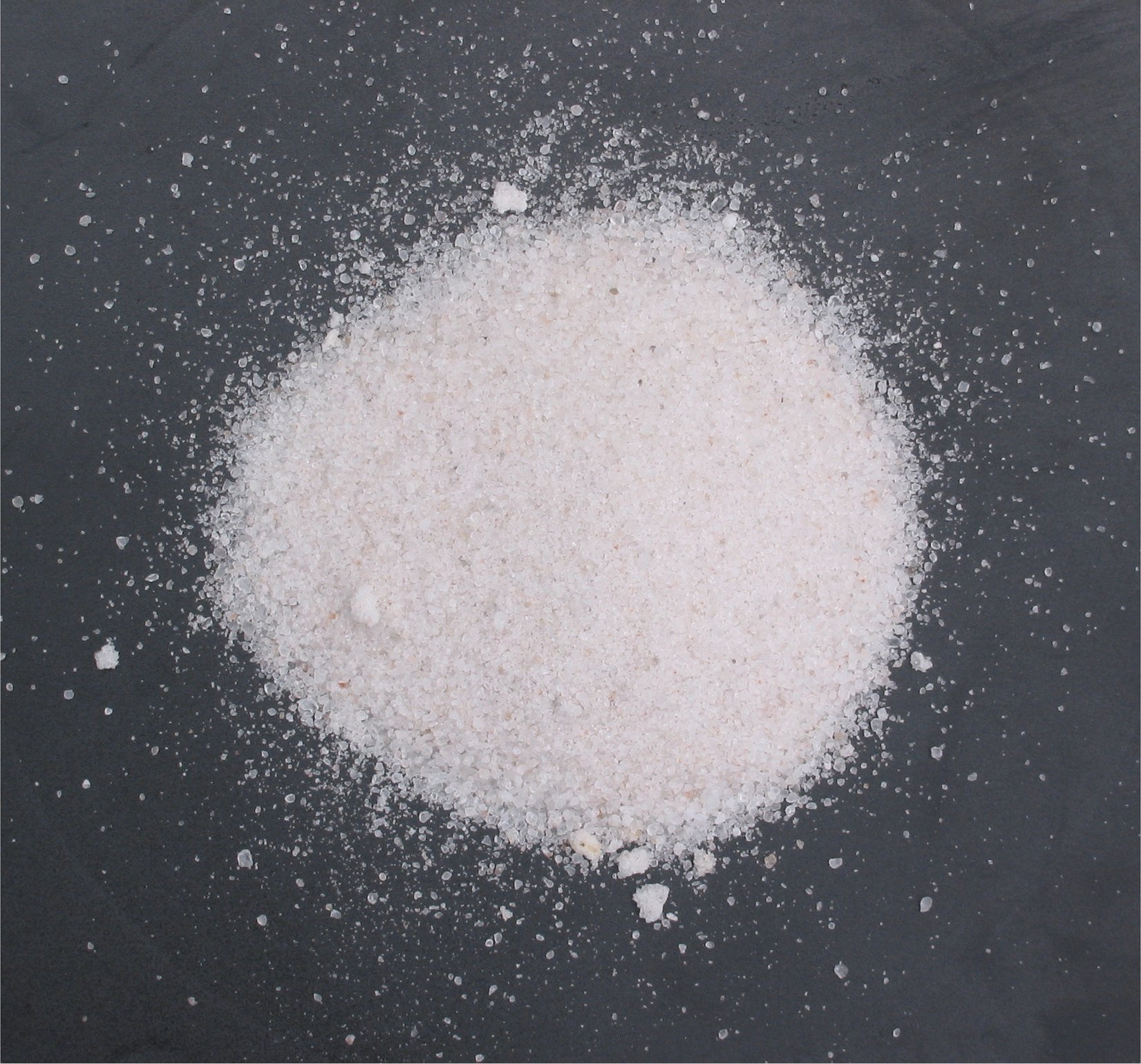
Kieseriet

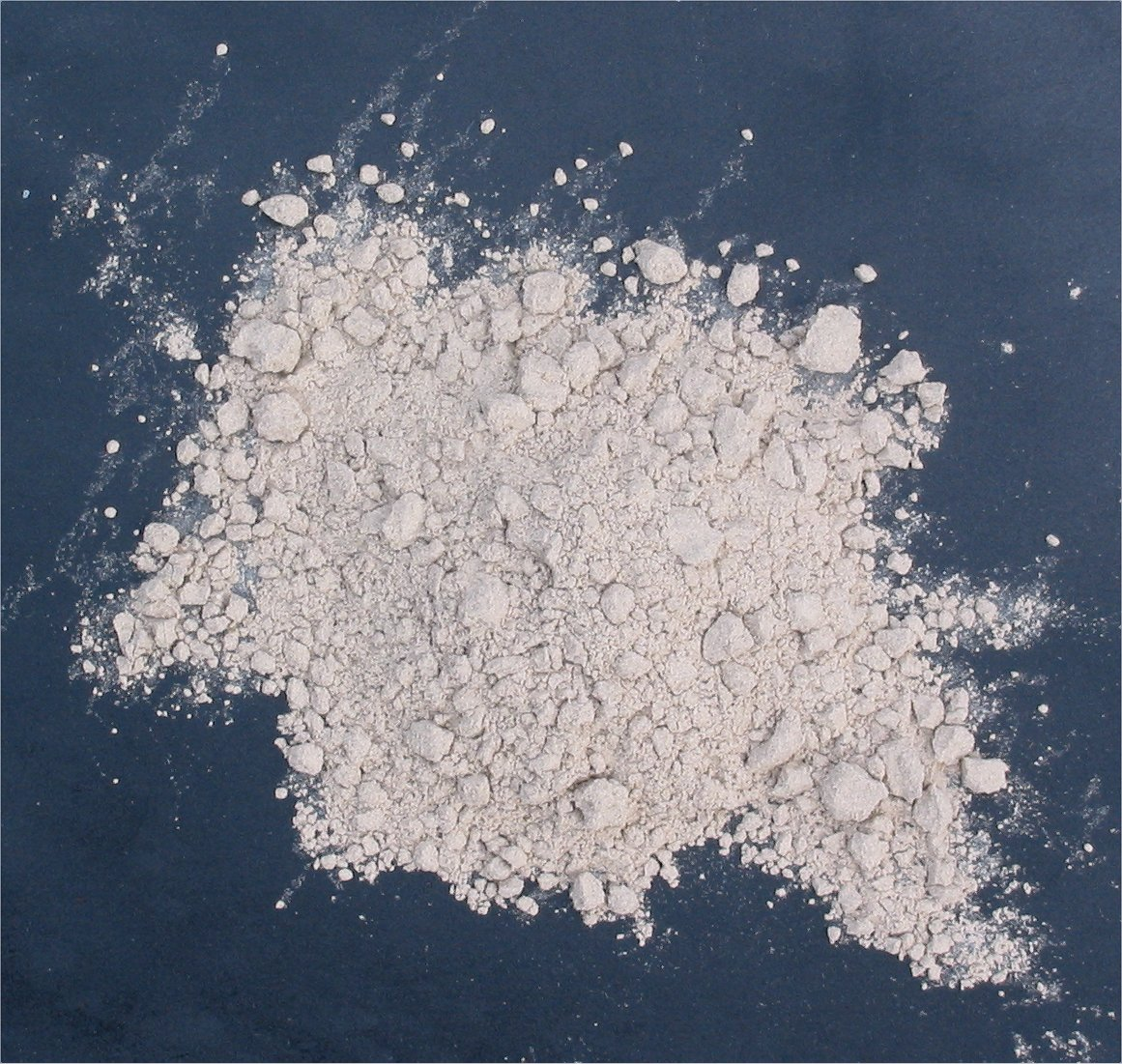
Dolokal

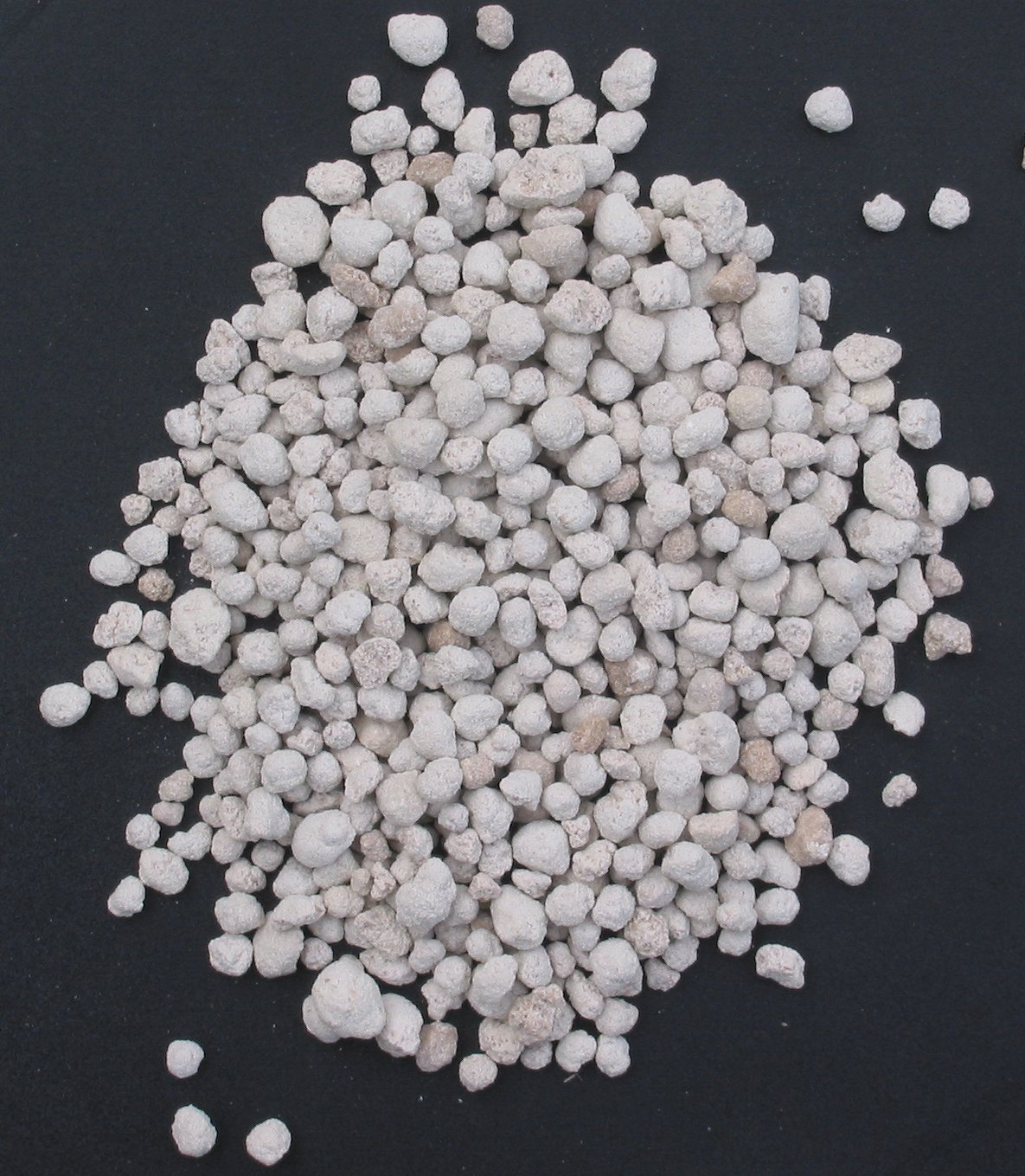
Tripelsuperfosfaat (46% P_{2}O_{5})

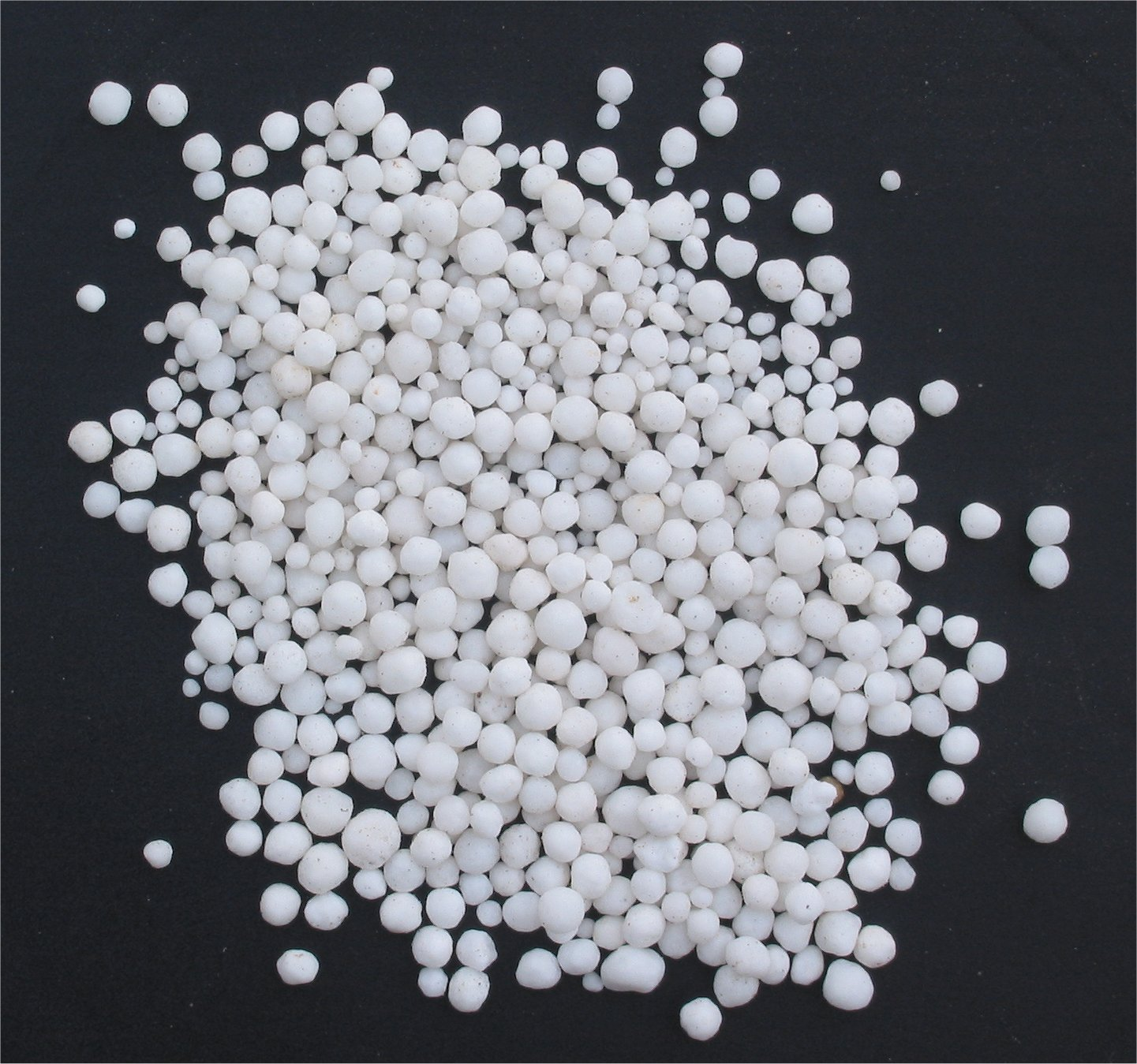
Kalkammonsalpeter

Kunstmest is de benaming voor alle voedingsstoffen van niet-biologische oorsprong, die aan de bodem worden toegevoegd ter bevordering van de groei van landbouwgewassen. 
Bijna alle tegenwoordig in de reguliere landbouw gebruikte kunstmeststoffen zijn anorganische zouten, afkomstig van industriële chemische synthese. Chilisalpeter (van guano uit Chili) is weliswaar van organische oorsprong, maar wordt kunstmatig in een fabriek verwerkt en krijgt dan ook de naam kunstmest mee. Kunstmest staat tegenover de al veel langer gebruikte stalmest; de uitwerpselen van de in de veeteelt gehouden dieren, al dan niet vermengd met stro.
In de biologische landbouw worden de meeste soorten kunstmest niet gebruikt. Soorten kunstmest die bijvoorbeeld wel gebruikt worden in de biologische landbouw, zijn patentkali, magkal en vitakal. 

## Geschiedenis
Dat de bodemvruchtbaarheid kon worden verbeterd door het opbrengen van dierlijke mest en ander organisch afval is al duizenden jaren bekend. Eeuwenlang werd het drieslagstelsel gehanteerd om de bodemvruchtbaarheid in stand te houden en om plantenziekten te bestrijden. Dit was echter betrekkelijk omslachtig en inefficiënt. Omstreeks 1800 kwam aan deze methode een einde. In pleistocene gebieden werd, vanaf de Middeleeuwen, ook de potstalmethode gebruikt. Hierbij was een relatief grote oppervlakte aan gemeenschappelijke grond vereist om schapenmest te produceren die dan, vermengd met heideplaggen, op de akkers kon worden gestort, waarbij bolle akkers ontstonden. Er was aldus min of meer sprake van een kringloop, waarbij echter grote oppervlakten niet rechtstreeks voor de voedselproductie benut konden worden, wat een beperking oplegde aan het aantal mensen dat aldus gevoed kon worden.
Omstreeks 1850 werd de techniek van de vloeiweiden ingevoerd. Aangevoerd voedselrijk water werd hierbij over voorheen onvruchtbare bodem geleid, die daardoor als hooiland in gebruik kon worden genomen. Dit hooi werd gebruikt als voer voor paarden en runderen. Hun mest werd gebruikt om het areaal aan ontgonnen grond voor de voedselproductie uit te breiden. Dit systeem was slechts mogelijk bij voldoende aanvoer van voedselrijk water. Daarnaast was het zeer arbeidsintensief: de bewateringssloten moesten regelmatig worden geschouwd (schoongemaakt en uitgediept). Los daarvan bleef de beperking van de hoeveelheid beschikbare mest, zij het op een iets hoger niveau, bestaan.
In de landbouwpraktijk was al wel naar mogelijkheden gezocht om de bodemvruchtbaarheid verder te verbeteren, en er werd reeds met bepaalde voedingszouten geëxperimenteerd. Daarnaast kwam, vanaf omstreeks 1500, de bekendheid met guano uit Zuid-Amerika. Pas omstreeks 1800 bepleitte Alexander von Humboldt de grootschalige toepassing daarvan in de landbouw. Het was Bernard Palissy (1510-1589) die de toepassing van mergel als meststof aanbeval. Karel I van Engeland liet in 1630 proefnemingen met salpeteroplossing uitvoeren. Aangezien salpeter in die tijd schaars was en vooral voor de buskruitfabricage werd aangewend, had ook dit vooralsnog geen praktisch nut.
Albrecht Thaer (1752-1828) pakte als één der eersten het bodemvruchtbaarheidsprobleem op meer wetenschappelijke wijze aan. Hij ontwikkelde de humus-theorie. Thaer was van mening dat deze humus, in de vorm van aan de bodem toegevoegd landbouwafval, mest, beer en dergelijke, alle noodzakelijke voedingsstoffen voor planten bevatte. Het probleem lag echter in de beschikbaarheid, en de aanvoer ervan.
De Duitser Justus von Liebig (1803-1873) wordt beschouwd als de uitvinder en eerste gebruiker van kunstmest. Von Liebig onderzocht nauwkeurig welke elementen planten nodig hadden om te groeien. Daarna startte hij een proef met kunstmestgiften. Liebig onderscheidde drie essentiële voedingsstoffen: stikstof (N), fosfaat (P2O5) en kali (K2O). Deze moesten toegediend worden in een verhouding van (ongeveer) 1 : 0,35 : 1,4. Uiteraard verschilde dit per grondsoort en per plantensoort. Naast deze essentiële voedingsstoffen erkende Liebig ook het belang van secundaire voedingsstoffen, zoals calcium, en sporenelementen, als magnesium, borium, koper.
Zijn reputatie als eerste, en meest prominente criticus van kunstmestgebruik is echter veel minder bekend. Maar net zoals Albert Einstein kritiek had op de toepassing van zijn werk in massavernietigingswapens, was ook Justus von Liebig later een bestrijder van het gebruik van zijn eigen ontdekking. Het overmatig strooien met kunstmest zag hij als een gevaar voor een gezond bodemleven en een verantwoord agrarisch product.
Als basis voor de eerste kunstmestsoorten dienden onder andere natuurlijke afzettingen van dierenuitwerpselen: Guano (bevat chilisalpeter) afkomstig van de ontlasting van zeevogels, en gedurende duizenden jaren afgezet op eilandjes waar al die tijd zeevogels hadden gebroed, en waar het door vrijwel ontbrekende regenval bovendien ook niet wegspoelde; en stikstofrijke vleermuizenuitwerpselen (bat guano) die zich, ook weer gedurende duizenden jaren, in dikke lagen in grotten ophoopt, waarin enorme vleermuispopulaties leven. (6%N + 8% P2O5) uit Peru of Argentinië. Deze natuurlijke voorraden waren echter al snel uitgeput.

## Hoofd- en sporenelementen
Zowel dierlijke mest als kunstmest hebben tot doel de bodem aan te vullen met stoffen die voor de optimale groei van een gewas nodig zijn. Onderscheid kan gemaakt worden in hoofd- en sporenelementen. Van de hoofdelementen wordt tijdens de groei veel opgenomen. Sporenelementen worden in kleinere hoeveelheden opgenomen, maar behoren wel tot de belangrijke voedingsstoffen. Al deze achttien elementen zijn voor een goede, gezonde plantengroei noodzakelijk. Bij gebrek aan een van deze elementen zal een plant gebreken gaan vertonen, of zeer kwetsbaar worden voor plagen of pathogenen.

### Hoofdelementen
De hoofdelementen zijn stikstof, fosfor, kalium, calcium, zwavel en magnesium.

### Sporenelementen
Sporenelementen zijn silicium, chloor, ijzer, mangaan, zink, boor, natrium, seleen, koper, molybdeen, kobalt en nikkel. 

## Kunstmestfabricage
In 1910 lukte het Fritz Haber als eerste om stikstof uit de lucht om te zetten in ammoniak via het zogenaamde Haber-Boschproces. Dit proces kost veel energie in de vorm van aardgas. Ammoniak vormt de basis van de moderne stikstofmeststoffen. Het Canadese Nutrien is nu veruit de grootste kunstmestproducent ter wereld. Het bedrijf heeft marktposities in de drie belangrijkste ingrediënten voor kunstmest (kalium, fosfaat en stikstof).

## Kunstmeststoffen
Kunstmeststoffen kunnen bestaan uit één soort (enkelvoudige) meststof of uit een mengsel, de meervoudige meststoffen. Daarnaast kunnen ze in vaste of vloeibare vorm voorkomen. Een complete, samengestelde meststof zou 12 elementen moeten bevatten voor een optimale plantengroei.
Tegenwoordig zijn er zeer veel langzaamwerkende of gecontroleerd vrijkomende meststoffen, die minimaal uitspoelen, en continu een klein beetje voeding aan de plant afgeven. Naast anorganisch gebonden stikstof (nitraat, ammonium), is er ook een organisch gebonden stikstofvorm, die chemisch gewonnen wordt: ureum. Ureum wordt onder andere gebruikt als bladbemesting in de fruitteelt.
In de groenteteelt onder glas wordt zeer veel op water geteeld, waarin alle benodigde meststoffen worden opgelost. Omdat sommige opgeloste meststoffen chemische reacties met elkaar kunnen aangaan, en dan neerslaan als niet oplosbare producten, wordt hier gebruikgemaakt van een zogenaamde A-bak en een B-bak, of van een geautomatiseerde opstelling, vanwaaruit, per benodigd element, vloeibare oplossingen kunstmest gegeven worden.

### Gehalteaanduidingen
In de kunstmestindustrie worden de gehaltes aan stikstof (N), fosfor (P) en kalium (K) aangegeven in de NPK-getallen. Met name de getallen voor fosfor en kalium verdienen toelichting, al geldt de opmerking ook voor magnesium en zwavel en een aantal andere metalen:
- Het fosforgehalte is een percentage dat wordt aangegeven alsof alle fosfor aanwezig is als difosforpentaoxide.
- Het kaliumgehalte is een percentage dat wordt aangegeven alsof alle kalium als kaliumoxide aanwezig is.
- Het magnesiumgehalte wordt aangegeven als MgO.
- Het zwavelgehalte wordt opgegeven als SO3.

De aanduidingen gaan terug op de vroegere gravimetrische bepalingsmethode: alle aanwezige fosfor (kalium, magnesium, zwavel) werd omgezet in (geoxideerd tot hun oxide, en vervolgens gewogen. De oxiden zitten echter niet in de kunstmest: dit zijn zeer reactieve, hygroscopische stoffen (PO, KO, SO) die de kunstmest gevaarlijk zouden maken in het gebruik, en bovendien - door het aantrekken van vocht - van het kunstmestpoeder een onhandelbaar blok zouden maken. MgO is juist slecht oplosbaar in water, en het magnesium zou pas voor planten beschikbaar komen nadat het oxide met een zuur gereageerd heeft.

### Enkelvoudige meststoffen
| Samenstelling                                                                           | Naam kunstmest                     |
| --------------------------------------------------------------------------------------- | ---------------------------------- |
| 21% N ((NH4)2SO4)                                                                       | zwavelzure ammoniak                |
| 46% N (koolzuurdiamide)                                                                 | ureum                              |
| 32%NaNO3 (15,5%N)+ 0,2% boor + 37%Na2O                                                  | chilisalpeter of natriumnitraat    |
| 15,5% N (Ca(NO3)2)                                                                      | kalksalpeter of calciumnitraat     |
| 15% N (Ca(NO3)2) + 9 % MgO                                                              | stikstof plus                      |
| 27% N (NH4NO3) + 6% CaO (+ 4% MgO)                                                      | kalkammonsalpeter                  |
| 23% N (15% NH4 (als ammoniumsulfaat) + 8% NH2 (als ureum)) + 43% (SO3 (zwaveltrioxide)) | N23 stikstofmeststof               |
| 30% K2O + 10% MgO + 42% SO3 (17% S)                                                     | Patentkali                         |
| 48-50% K2SO4                                                                            | kali chloorarm (zwavelzure kali)   |
| KCl + NaCl                                                                              | kalizout 20% (20% K2O), 40% of 60% |
| 17, 18 of 20% P2O5                                                                      | superfosfaat                       |
| 35% P2O5                                                                                | dubbelsuperfosfaat                 |
| 45% P2O5                                                                                | tripelsuperfosfaat                 |
| 14-18% P2O5 (oplosbaar in 2% citroenzuur)                                               | Thomasslakkenmeel                  |
| 80% CaCO3 + 19% MgO                                                                     | dolokal (60 zuurbindende waarde)   |
| 27%MgO + 55% SO3(22% S)                                                                 | kieseriet                          |
| 25% Cu (CuSO4)                                                                          | koper(II)sulfaat                   |
| ongeveer 20% Co (CoSO4)                                                                 | kobalt(II)sulfaat                  |
| 25% Mn(MnSO4)                                                                           | mangaansulfaat                     |
| 1-3% Cu (CuSO4)                                                                         | koperslakkenbloem                  |
| 3% Mo                                                                                   | molybdeenfrit                      |

### Meervoudige vaste meststoffen
Enkele voorbeelden:
- NPK meststoffen: o.a. 12+10+18 bevat 12% stikstof, waarvan 7% N-NH4 en 5% N-NO3, 10% P2O5[1] en 18% K2O[1] of 15+20+25 kamerplantenmest of 12+15+18 tuin- en gazonmest
- Magnesamon: bevat 22% N (NH4NO3) en 7% MgO[1] of 21% N (NH4NO3) en 8% MgO
- Patentkali: bevat 30% K2O[1], 10% MgO[1] en 42% SO3 (17% S)[1]

De percentages zijn gebaseerd op %als. Dit wil zeggen: In 100 gram kunstmest zit zoveel kalium dat als er K2O van gemaakt zou worden, dat 18 gram zou opleveren. Kaliumoxide is zelf veel te hygroscopisch (en daardoor gevaarlijk) om als zodanig in kunstmest verwerkt te worden. Hetzelfde geldt voor Na2O, MgO, P2O5 en SO3.

### Meervoudige vloeibare meststoffen
Vloeibare meervoudige meststoffen worden bijvoorbeeld gebruikt voor de voeding van kamerplanten.

Een voorbeeld van een eenvoudige NPK samenstelling is:
| Samenstelling                                   | Naam bestanddeel |
| ----------------------------------------------- | ---------------- |
| 7% N (waarvan 2% N-NH4, 2% N-NO3 en 3% N-ureum) | stikstof         |
| 3% P2O5                                         | fosfaat          |
| 6% K2O                                          | kalium           |

Een voorbeeld van een NPK samenstelling met sporen-elementen voor geraniums en fuchsia's is:
| Samenstelling                                                                       | Naam bestanddeel |
| ----------------------------------------------------------------------------------- | ---------------- |
| 5% N (waarvan 2,5% carbamidstikstof, 1,3% ammoniumstikstof en 1,2% nitraatstikstof) | stikstof         |
| 7% P2O5                                                                             | fosfaat          |
| 7% K2O                                                                              | kalium           |
| 0,01% B                                                                             | boor             |
| 0,01% Cu                                                                            | koper            |
| 0,02% Fe                                                                            | ijzer            |
| 0,01% Mn                                                                            | mangaan          |
| 0,005% Mo                                                                           | molybdeen        |
| 0,005% Zn                                                                           | zink             |

## Biologische landbouw
In de biologische landbouw worden de meeste soorten kunstmest niet gebruikt. Men geeft de voorkeur aan het gebruik van organische meststoffen, bijvoorbeeld compost, dierlijke mest of groenbemesting. Men vermijdt de meeste kortwerkende voedingsstoffen. Uitzonderingen hierop vormen de snelwerkende minerale meststoffen patentkali, magkal en vitakal. Het gebruik van organische meststoffen zou leiden tot compactere planten met een sterker wortelstelsel en een betere weerstand tegen ziektes. Dit wordt enerzijds verklaard uit de kortstondige voedingspiek bij gebruik van kunstmest; tijdens deze piek groeit een plant snel, maar worden langere cellen gevormd, die minder sterk zijn en dus ook gemakkelijker ten prooi kunnen vallen aan belagers. Anderzijds verstoort de toediening van kunstmest, met name in de vorm van stikstof en fosfaat, de gewas-beschermende samenwerking tussen het gewas en het niet-pathogene deel van het bodemleven.
Het vermijden van kunstmest helpt echter niet om de uitspoeling van voedingsstoffen, met bijhorende eutrofiëring, te voorkomen. Een uitgebreide meta-analyse uit 2017 toonde echter aan dat biologische landbouw in de praktijk slechter i.p.v. beter scoort qua uitspoeling.

## Schaarste
De vraag naar kunstmest door niet-westerse landen neemt toe. Met name door hogere inkomens in China, India en Brazilië stijgt de vraag naar kip en rundvlees, waardoor de vraag naar graan stijgt, waardoor de vraag naar kunstmest stijgt. De goed toegankelijke bodemvoorraden van kali en fosfaatgesteente zijn echter eindig, waardoor schaarste en prijsstijging op de wereldmarkt kan ontstaan. Dana Cordell schat de fosforpiek, waar de vraag de productie overschrijdt, rond 2035.

## Transport over zee
Het vervoeren van op ammoniumnitraat gebaseerde kunstmeststoffen over zee houdt bepaalde risico’s in zoals brand, decompositie en explosie. Alvorens deze kunstmeststoffen aan boord te nemen, dient de gezagvoerder over voldoende informatie te beschikken. Zo zijn veiligheidsinformatiebladen van het product(en), instructies hoe men deze cargo het beste stuwt om hittebronnen te vermijden en een procedure die aangeeft hoe er gehandeld dient te worden bij een noodgeval zoals decompositie onontbeerlijk.
Brand
Ammoniumnitraat is niet brandbaar. Het zal alleen ontbranden als meststof brandbaar materiaal bevat. Ammoniumnitraat kan dus wel een ontbranding bevorderen door oxidatie. Dit komt doordat meststoffen die ammoniumnitraat bevatten chemisch ontbonden worden bij brand of blootstelling aan een hittebron. Hierbij komt zuurstof vrij die de brandhaard ondersteunt.
Decompositie
Decompositie is een chemische ontbinding die doorgaat wanneer producten zoals meststoffen die ammoniumnitraat bevatten, worden blootgesteld aan hitte. Het gevaar van chemische ontbinding hangt af van vele factoren. De belangrijkste factor is de aanwezigheid van brandbaar materiaal. Deze is niet expliciet nodig om de ontbinding door te laten gaan. Ook hangt het af van het type product, de temperatuur van de hittebron en de duur van blootstelling aan de hitte. Er zijn zelfs samenstellingen van producten waarbij een kort contact met een hittebron ervoor kan zorgen dat deze beginnen te ontbinden en waarbij ze genoeg thermische energie ontvangen om de ontbinding in stand te houden zonder hittebron. De chemische ontbinding is exotherm, maar er komen ook toxische gassen vrij zoals zoutzuurgas, stikstofdioxide, ammoniak en chloor.
Explosie
Kunstmeststoffen kunnen exploderen. Daar is een sterke ontsteking voor nodig. De meeste producten hebben een grote weerstand tegen explosie maar er zijn enkele factoren die het explosiegevaar verhogen: de grootte van de deeltjes, de hoeveelheid brandbaar materiaal en de porositeit van de lading.